# Stewart Copeland
Stewart Armstrong Copeland (født 16. juli 1952 i Alexandria, Virginia, USA) er en amerikansk trommeslager, sanger og komponist.
Copeland er mest kendt som trommeslageren fra den engelske rockgruppe The Police (1977-1986/2007-2008), som også talte Sting på vokal og bas og Andy Summers på guitar. Han var en unik stilskaber med sit trommespil, som var en krydsning mellem rock, jazz og reggae.
Copeland lavede egne soloprojekter og grupper efter The Police gik opløsning, og skrev bl.a. suiter med inspiration fra afrikansk musik for store ensembler og symfoniorkestre. Han skrev også musik til soundtracks til film og var studietrommeslager for folk som Peter Gabriel og Tom Waits. Copeland var igen med, da The Police blev gendannet (2007-2008). Gruppen spillede en turne over to år med 151 koncerter og har aldrig været samlet igen siden. Han indspillede 12 solo lp´er mellem (1980-2017).

## Udvalgt diskografi
- Klark Kent: Music Madness from the Kinetic Kid	(1980)
- The Rhythmatist	(1985)
- The Equalizer and Other Cliff Hangers (1988)
- Mr. Doubles	(1989)
- Animal Logic med Animal Logic (?)
- Noah's Ark	(1990)
- Animal Logic II	(1991)
- Kollected Works	(1995)
- The Grand Pecking Order	(2001)
- Orchestralli - Live LP (2004)
- La Notte della Taranta	Orchestral (?)
- Gizmodrome	(2017)

## Med The Police
- Outlandos d'Amour (1978)
- Reggatta de Blanc (1979)
- Zenyatta Mondatta (1980)
- Ghost in the Machine (1981)
- Synchronicity (1983)
- Live (1995)